# Harriett Brims
Harriett Pettifore Brims (1864–1939) byla průkopnice komerční fotografie a fotografka v australském Queenslandu.

## Životopis
Nejdříve otevřela fotografické studio v Inghamu, Queensland, pak se v roce 1904 přestěhovala do Mareeba, kde založila studio nové, dokud se do třetice v roce 1914 nepřestěhovala do Brisbane. Její fotografická práce poskytuje informace o lidech a místech v průkopnických dobách v severním Queenslandu.
V roce 2018 byla uvedena na výstavě Magnificent Makers ve Státní knihovně v Queenslandu.

## Galerie

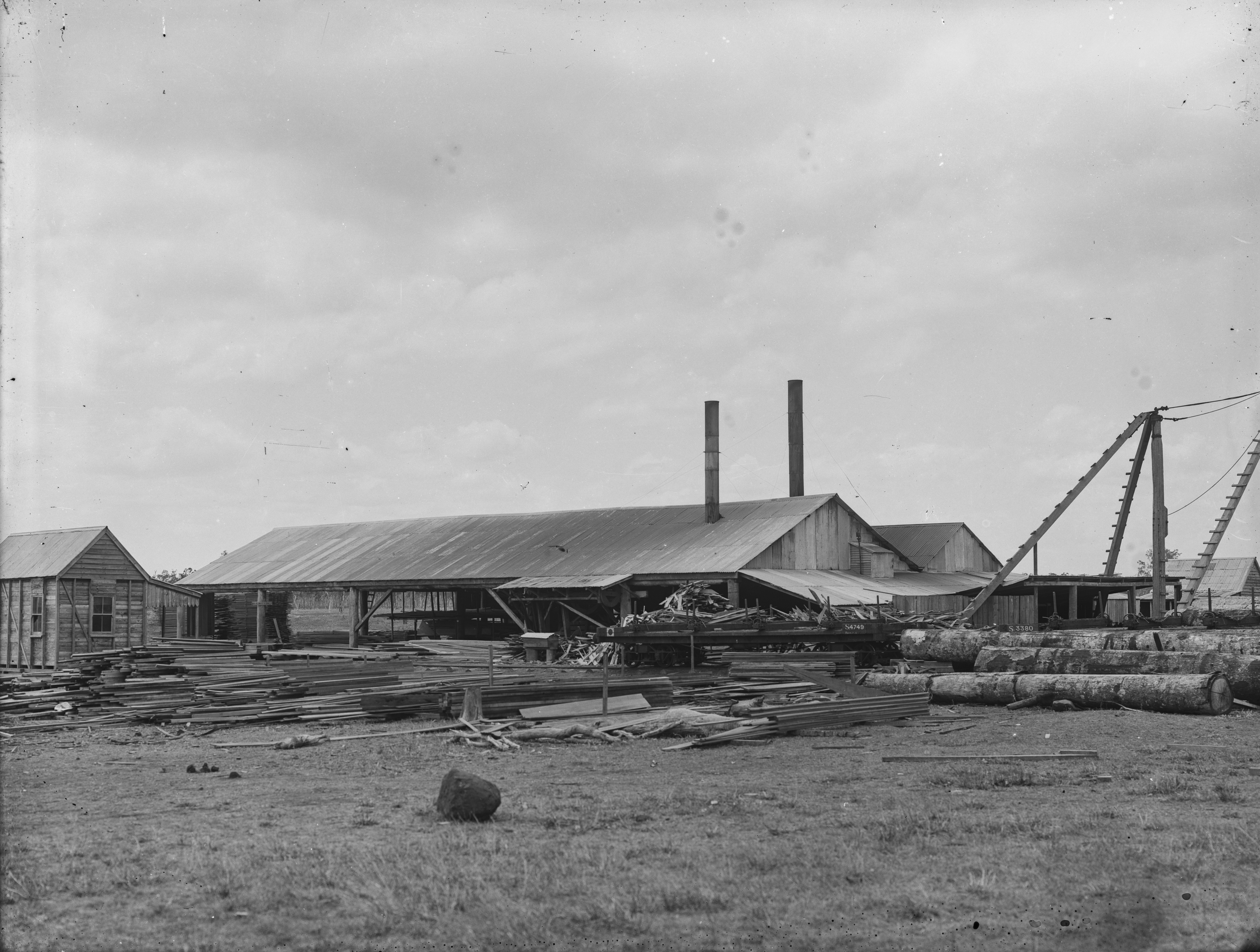
Sawmill at Manumbar
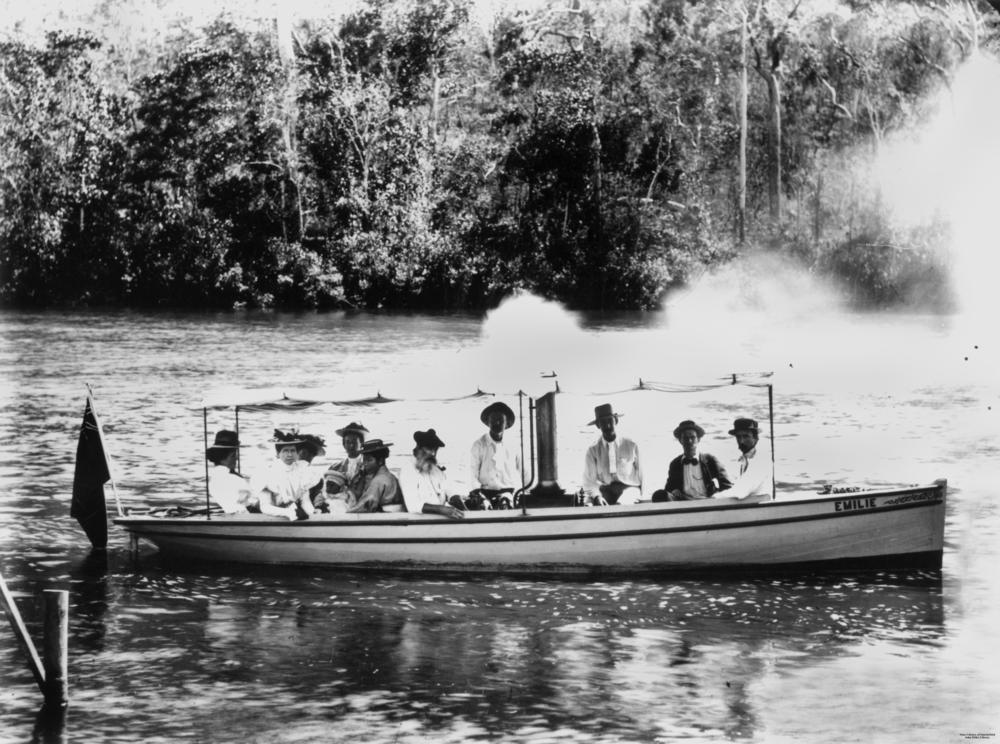
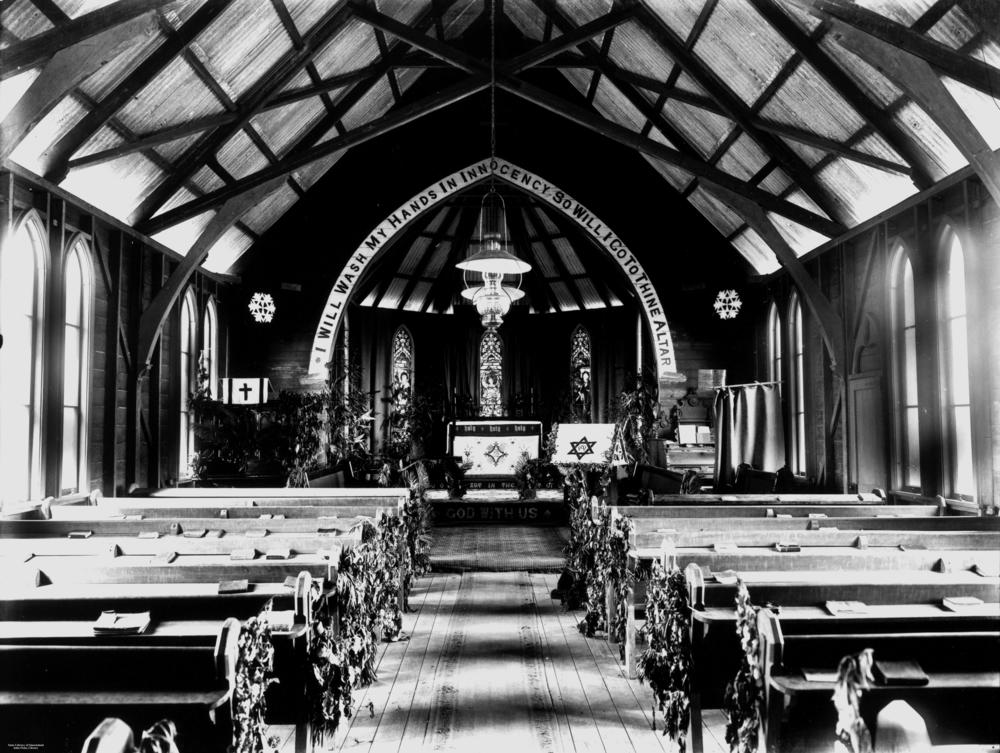
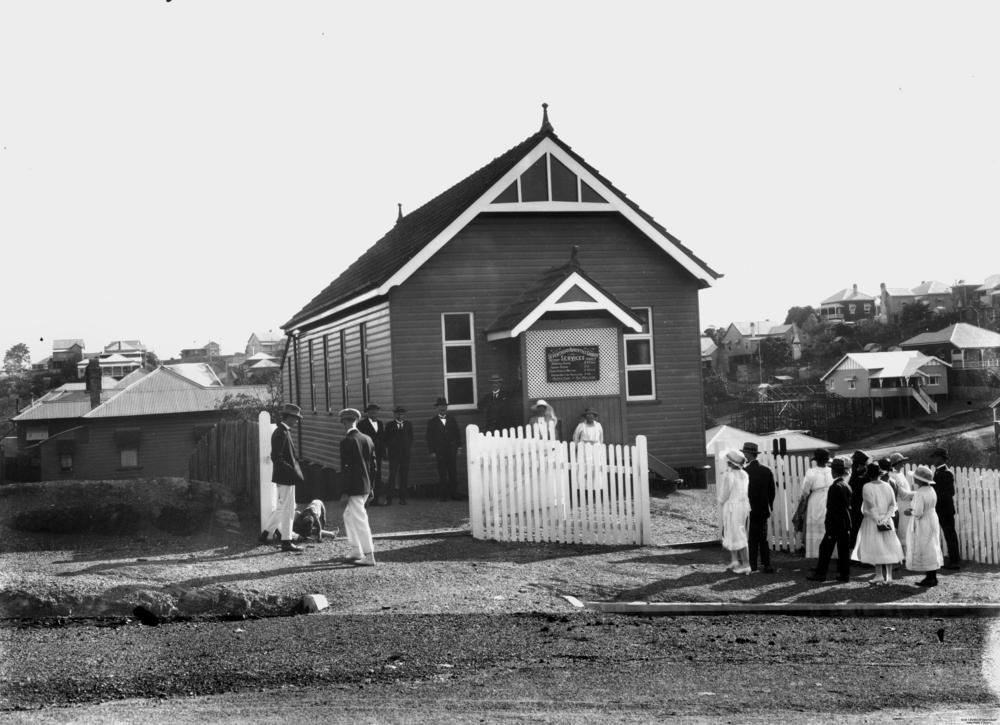
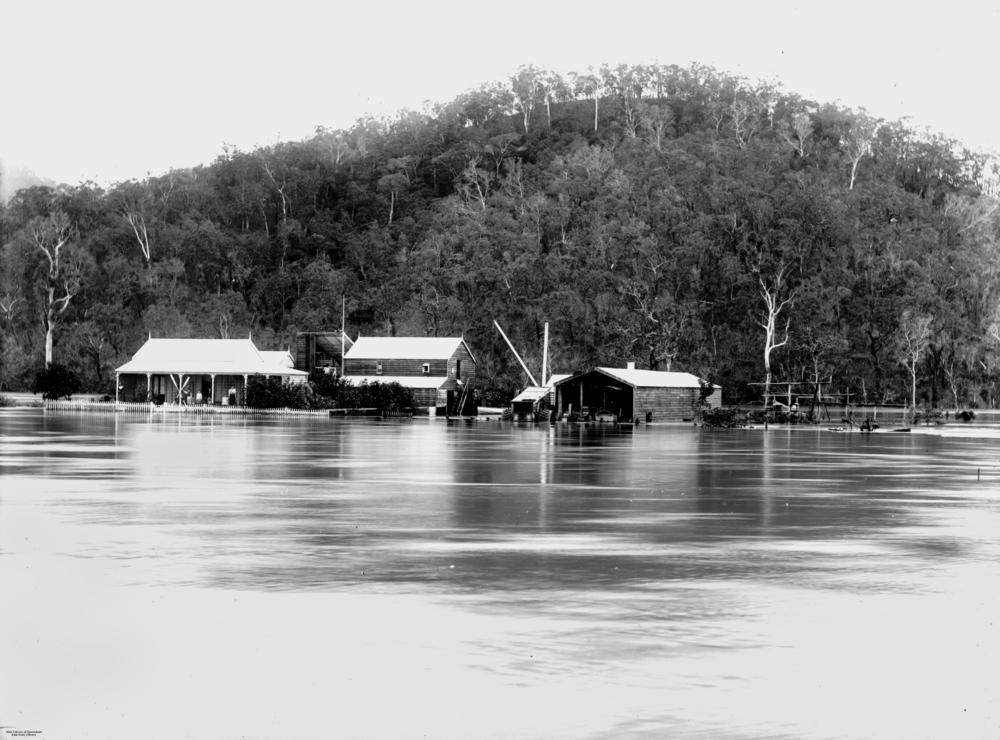
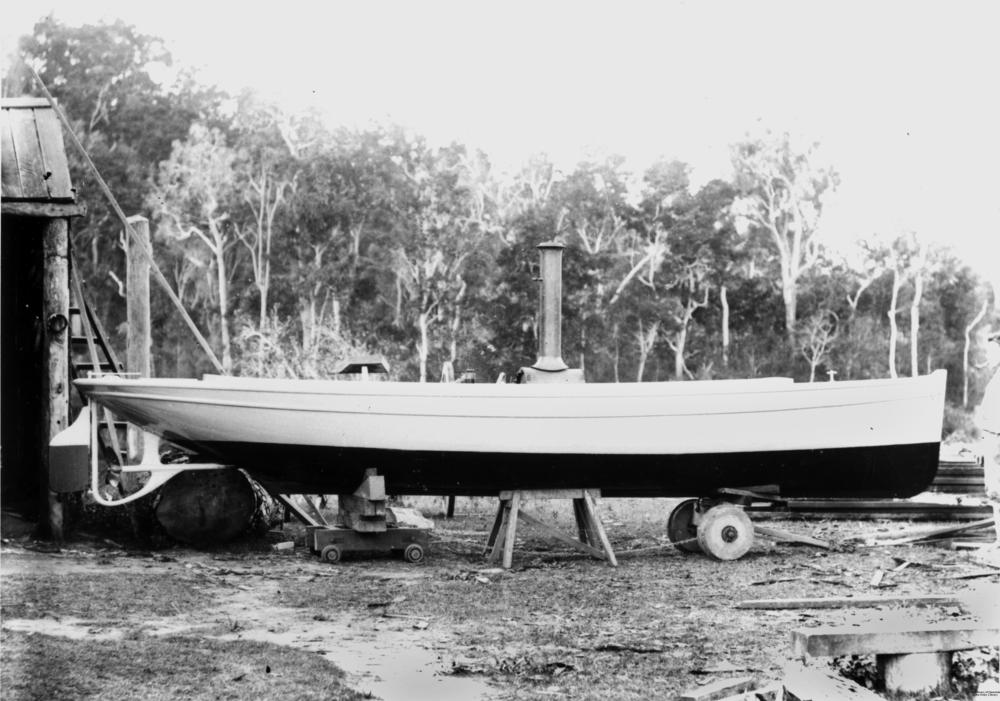
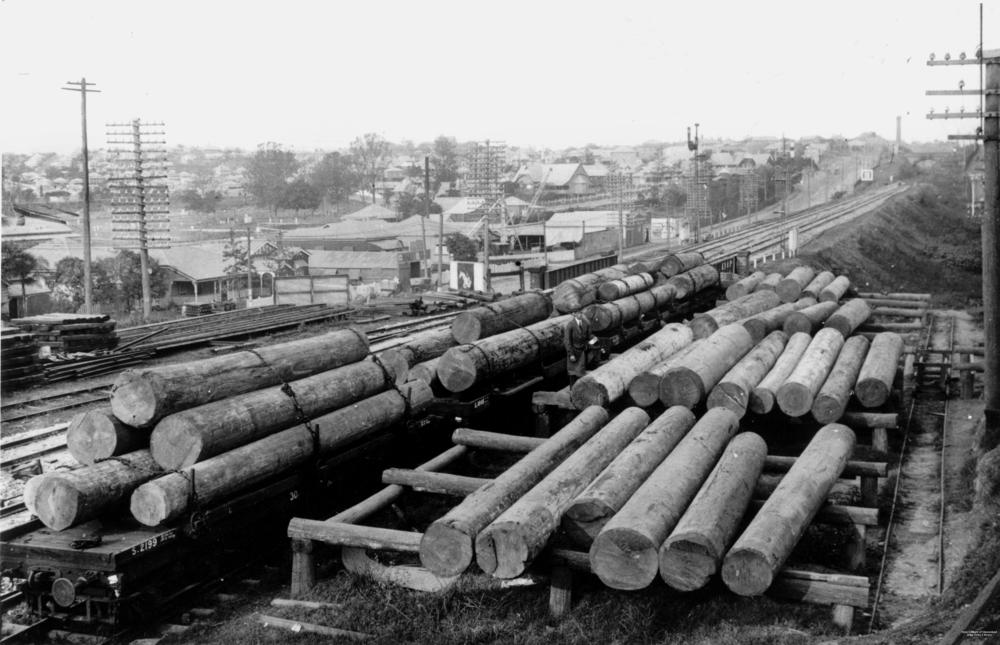
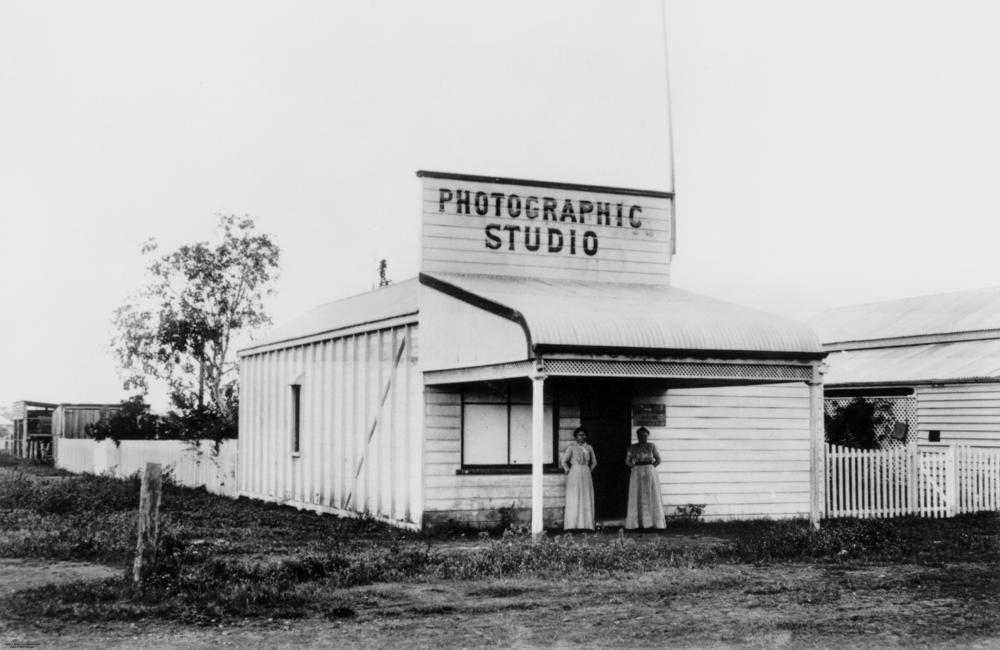
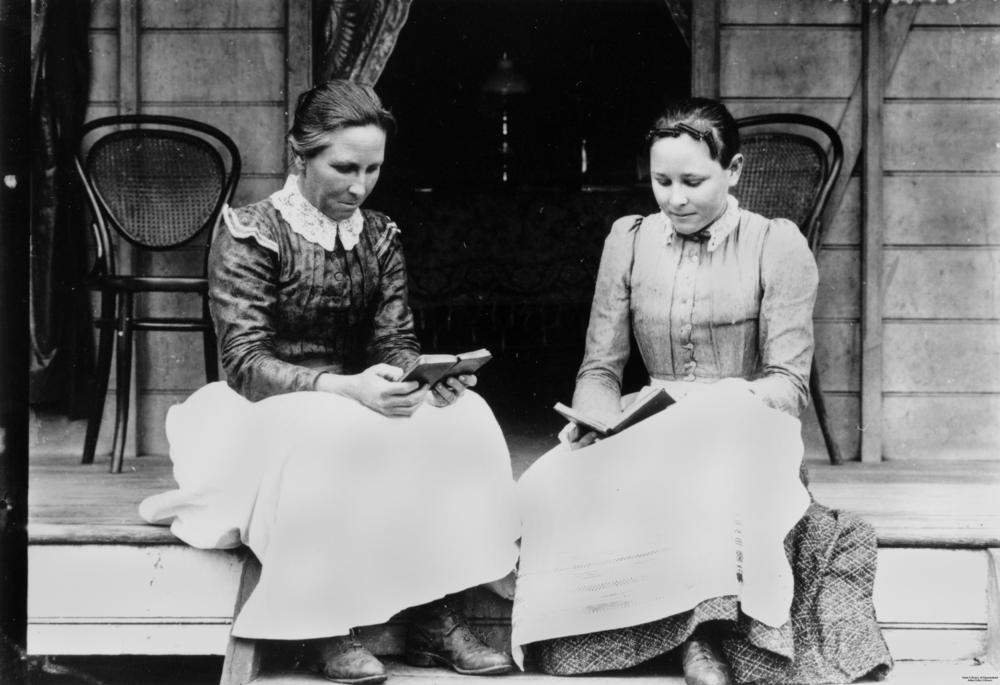
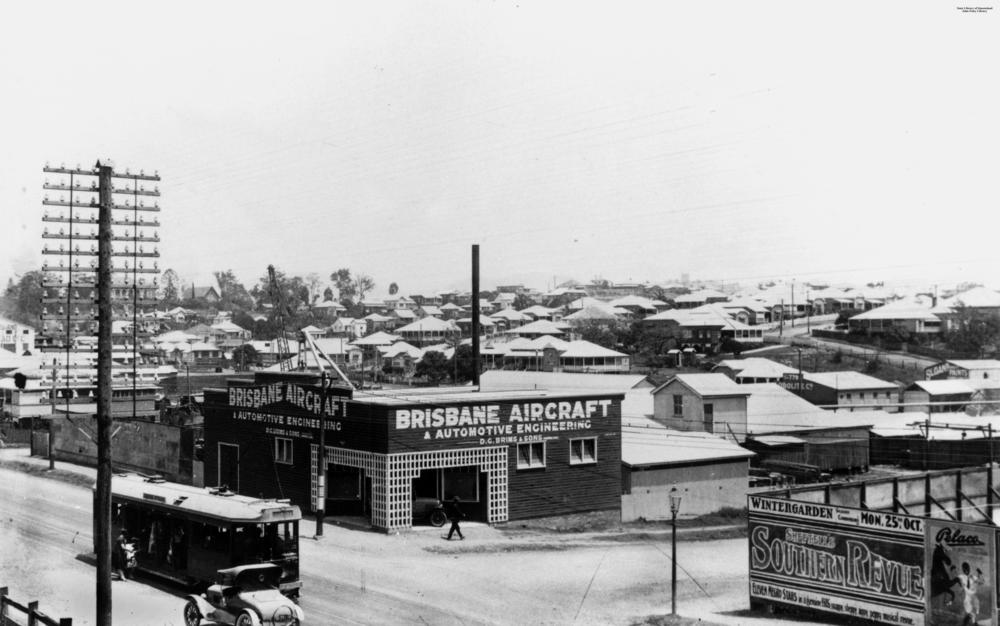